# Старые товарищи (марш)

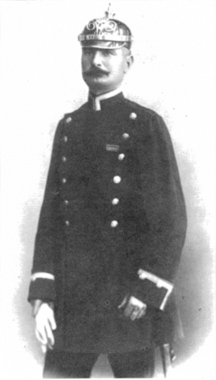
Карл Тейке.

«Alte Kameraden» («Старые товарищи») — один из самых известных немецких военных маршей, написанный военным композитором Карлом Тейке в 1889 году в Ульме, Германия.
Первое исполнение партитуры было неудачным, и Тейке, как утверждают, приказал сжечь ноты марша, однако их не сожгли.
В XX веке Alte Kameraden часто исполнялся. Марш популярен во многих странах с конца XIX века по настоящее время. Даже после окончания Второй мировой войны марш продолжал исполняться, несмотря на то, что в то время к подобной музыке относились с неодобрением.

## Текст на немецком языке
Alte Kameraden auf dem Marsch durchs Land
Schließen Freundschaft felsenfest und treu.
Ob in Not oder in Gefahr,
Stets zusammen halten sie auf’s neu.
Zur Attacke geht es Schlag auf Schlag,
Ruhm und Ehr soll bringen uns der Sieg,
Los, Kameraden, frisch wird geladen,
Das ist unsere Marschmusik.
Im Manöver zog das ganze Regiment
Ins Quartier zum nächsten Dorfhauselement
Und beim Wirte das Geflirte
Mit den Mädels und des Wirtes Töchterlein.
Lachen scherzen, lachen scherzen, heute ist ja heut'
Morgen ist das ganze Regiment wer weiß wie weit.
Das, Kameraden, ist des Kriegers bitt’res Los,
Darum nehmt das Glas zur Hand und wir rufen «Prost».
Alter Wein gibt Mut und Kraft;
Denn es schmeckt des Weines Lebenssaft.
Sind wir alt, das Herz bleibt jung
Und gewaltig die Erinnerung.
Ob in Freude, ob in Not,
Bleiben wir getreu bis in den Tod.
Trinket aus und schenket ein
Und lasst uns alte Kameraden sein
Sind wir alt, das Herz bleibt jung
Und gewaltig die Erinnerung.
Trinket aus und schenket ein
Und lasst uns alte Kameraden sein

## Текст на Русском языке
Старые товарищи в марше по стране
Создайте крепкую и преданную дружбу.
Будь то беда или опасность,
Они всегда держатся вместе.
Атака происходит в быстрой последовательности,
Победа принесёт нам славу и почёт
Давайте, товарищи, загружаем свеженькое,
Это наша маршевая музыка.
Весь полк двинулся во время маневра
В район к следующему элементу деревенского дома
И флирт трактирщика
С девчонками и хозяйской дочерью.
Смейся и шути, смейся и шути, сегодня есть сегодня
Завтра весь полк будет черт знает как далеко.
Вот, товарищи, горькая судьба воина,
Так что берите стакан, и мы крикнем «Ура».
Старое вино придает смелость и силу;
Потому что в нем чувствуется жизненная сила вина.
Когда мы стареем, сердце остается молодым
И память мощная.
То ли в радости, то ли в горе,
Давайте останемся верными до самой смерти.
Выпей и налей
И давай будем старыми товарищами
Когда мы стареем, сердце остается молодым
И память мощная.
Выпей и налей
И давай будем старыми товарищами

## Alte Kameradenв популярной культуре
- Марш играет во вступительных кадрах фильма 1976 года Асы в небе.
- В конце каждого эпизода программы The Goon Show звучит укорочённая и комедийная версия марша.
- В начале каждой передачи Новости Таиланда на телеканале BBTV Channel 7 в 8.00. в 1980—2004 звучал марш Alte Kameraden.
- Для Хайно был написан специальный «демилитаризованный» текст марша.